# Mar na cultura

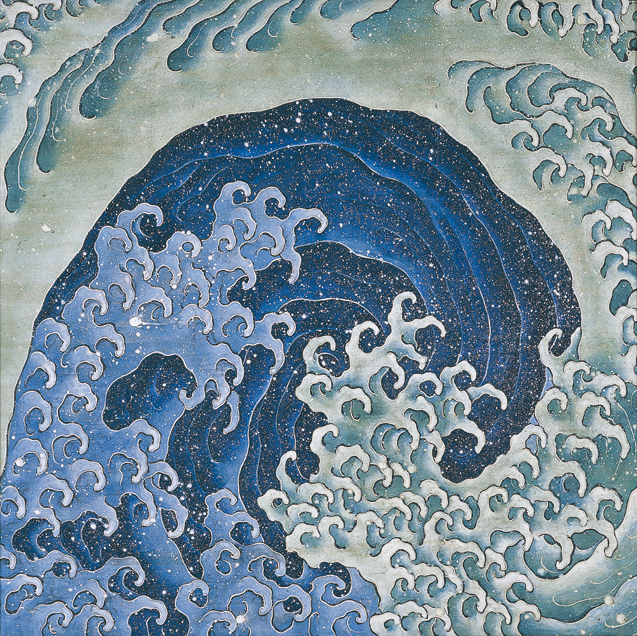
Tem-se na arte uma das mais dominantes formas de manifestação cultural nas quais o mar figura enquanto temática.Uma das pinturas de "ondas em fúria" por Hokusai, c. 1845

A presença do mar na cultura é manifesta desde tempos pré-históricos, com as sociedades a experienciá-lo, interpretá-lo e reproduzi-lo de forma dualista, como algo tão poderoso quanto sereno ou tão belo quanto perigoso. No decorrer dos séculos, povos de diferentes culturas têm retratado o mar em formas de expressão artística como desenho, pintura, literatura, música, teatro e cinema, das gravuras rupestres às marinhas do século de ouro dos Países Baixos e aos filmes blockbusters da contemporaneidade.
No simbolismo tradicional, o mar era visto como um ambiente hostil habitado por criaturas fantásticas, tais quais o Leviatã da Bíblia, a Isonade do imaginário japonês e o Kraken da mitologia nórdica. Já na psiquiatria, Carl Jung o defendia enquanto símbolo do inconsciente individual e coletivo na interpretação dos sonhos. As mais antigas representações pictóricas de embarcações, demonstrativos primitivos da sua influência na vida humana, datam de quarenta mil anos. Com o aprimoramento das técnicas de composição e execução visual, o mar passou a ser tema recorrente de trabalhos figurativistas de paisagem. O artista Hokusai, por exemplo, tornou-se conhecido por suas pinturas e xilogravuras coloridas em que exibe os diferentes aspectos marítimos, destacando-se entre elas A Grande Onda de Kanagawa.
Na literatura, o mar aparece em constância desde Homero, no século XVIII a.C, cujo poema épico Odisseia descreve a jornada do herói grego Ulisses a navegar e enfrentar ameaças marinhas durante uma década. Na Idade Média, ele passou a aparecer em romances como o da lenda de Tristão, sendo abordado junto a elementos, cenários e eventos como ilhas místicas, inundações, naufrágios e peregrinações. Obras literárias contemporâneas inspiradas no mar foram concebidas por nomes como Joseph Conrad, Herman Melville, Samuel Taylor Coleridge e Rudyard Kipling, por exemplo.
Tal corpo de água também tem sido inspirador à música, entre folclóricas canções de bordo entoadas por marinheiros e célebres peças como o Holandês Voador de Richard Wagner e a La mer de Claude Debussy, alem de outras produções que se estendem pela composição clássica, ópera, música popular e outros gêneros. De forte influência no ritualismo, o mar serve de ambiente para a realização de funerais e sepultamentos, praticados de maneiras diversas em diferentes nações ao redor do mundo desde as antigas civilizações do Egito, Grécia e Roma, tendo-se na cerimônia viquingue um dos mais conhecidos e complexos exemplos do ato.

## Humanidade e o mar
Os saberes e entendimentos humanos acerca do mar podem ser encontrados não somente nas artes, mas também em âmbitos como os da mitologia, religião e interpretação psicoterapêutica dos sonhos. Sua importância para nações marítimas foi e é visível na intensidade com que penetra no cotidiano e na cultura dessas populações; na presença em crenças e fábulas; na menção em provérbios e canções populares; na significância em celebrações, cerimônias de iniciação e ritos mortuários, além da utilização de embarcações em oferendas votivas; na influência presente desde o início da vida humana, refletida no uso de miniaturas de barcos como brinquedos por crianças; na reunião de multidões para a inauguração de navios e à partida deles nos portos, ao início de viagens; entre outros costumes, comportamentos e tradições. O comércio e o intercâmbio marítimo internacional são alguns dos meios pelos quais as nações e civilizações se desenvolvem e evoluem. Esse tipo de prática aconteceu largamente entre os povos antigos que viviam em terras próximas ao Mediterrâneo, assim como na Índia, China e outros países do sudeste asiático, por exemplo, sendo na contemporaneidade um dos itens basilares das relações internacionais.

## História antiga

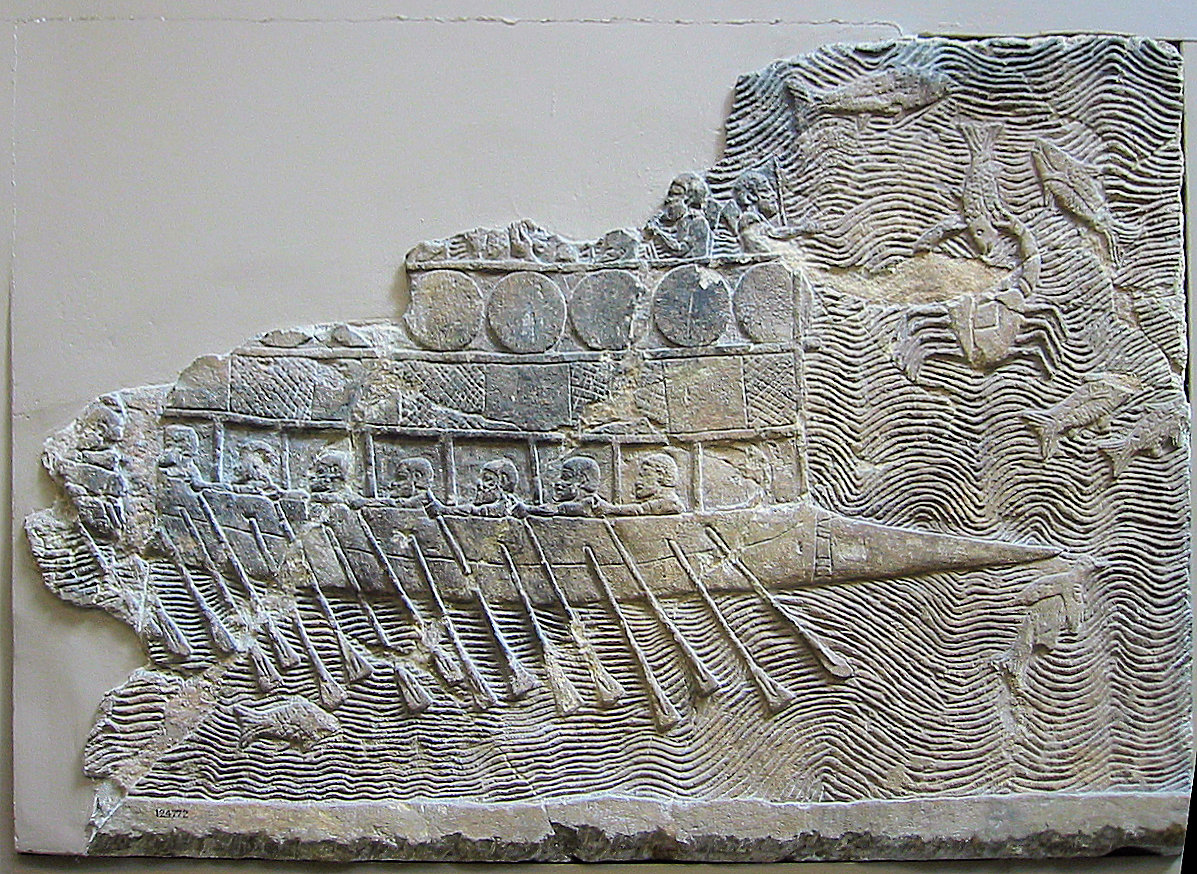
Arte assíria em relevo, do reino de Senaqueribe, Nínive, c. 700 a.C, mostrando peixes e caranguejos próximos a um birreme.

A recorrência do mar como influência ou em presença na cultura das civilizações acontece desde a pré-história, tido como um ambiente, e às vezes até mesmo um ser, tão poderoso quanto sereno ou tão belo quanto perigoso. Petróglifos retratando barcos feitos de papiro estão entre as formas de arte rupestre que remontam quarenta mil anos de história, às margens do mar Cáspio. James Hornell, ao estudar embarcações tradicionais indígenas, considerou a importância dos oculi, ou olhos, pintados nas proas dos barcos, que podem ter representado a visão atenta de um deus ou deusa a proteger a nau. Os viquingues retratavam ferozes cabeças de boca aberta e olhos esbugalhados na dianteira e na popa do dracar, uma espécie de grande canoa, na intenção de afastar os maus espíritos, e as carrancas nas proas de grandes embarcações à vela eram vistas com apreço por marinheiros, pois representariam a esperança de que o navio encontrasse o seu caminho. Os egípcios inseriam figuras de pássaros sagrados na dianteira, enquanto os fenícios usavam cavalos, que simbolizariam a velocidade. Os gregos antigos costumavam acrescentar imagens de cabeças de javali, que exprimiriam o olhar aguçado e a ferocidade, e esculturas de centurião eram muitas vezes montadas nos barcos romanos na busca por representar o valor em batalha. No norte da Europa, figuras de serpentes, touros, golfinhos e dragões eram habitualmente usadas para decorar proas de navios e, por volta do século XIII, a do cisne passou a ser comumente usada para conotar a graça e a mobilidade.

## Simbolismo, mitos e lendas
Ao longo da história, o mar foi entendido simbolicamente como um hostil e perigoso ambiente povoado por criaturas fantásticas. O Leviatã na Bíblia, a Isonade no imaginário japonês e o Kraken na mitologia nórdica são exemplos registrados disso. Nas lendas gregas, ele abriga um complexo panteão de deuses e criaturas sobrenaturais. O deus do mar, Poseidon, é acompanhado por sua esposa, Anfitrite, que é uma das cinquenta nereidas, ninfas filhas de Nereu e Dóris. Os tritões, filhos de Poseidon, foram por diversas vezes representados com caudas de peixe ou de cavalo-marinho, formando a comitiva do deus dos mares juntamente com as nereidas. Esse oceano mítico teria sido também povoado por monstros marinhos, tais como a Cila.
Nessas lendas, o próprio Poseidon é responsável por muito do caráter inconstante do mar, além de deter o comando adicional dos terremotos, tempestades e cavalos. Netuno ocupa uma posição equivalente na mitologia romana. Outro deus grego marítimo, Proteu, incorpora especificamente o domínio sobre a mutação do mar, tendo a forma adjetiva "proteano" o significado de "mutável" ou "multiforme" em decorrência da capacidade dessa deidade de assumir diferentes fisionomias. Shakespeare fez uso disso em Henry VI, Part 3, obra na qual Ricardo III se vangloria ao falar "I can add colors to the chameleon, Change shapes with Proteus for advantages".
No sudeste asiático, a importância do mar deu origem a muitas narrativas alegóricas de viagens oceânicas épicas, princesas em ilhas distantes e monstros e peixes mágicos à espreita nas profundezas. No norte da Europa, por vezes eram dados aos reis enterros marítimos, com seus corpos sendo colocados em embarcações, cercados por tesouros, e deixados à deriva. Na América do Norte, alguns mitos de origem da vida giram em torno de criaturas a mergulhar ao fundo do mar e trazer a lama a partir da qual a terra teria sido formada. No imaginário sírio, Atargatis é tida como uma "sereia-deusa", já Sedna é a deidade do mar e dos animais marinhos na mitologia inuíte. Na imaginação lendária nórdica, conhece-se Aegir como a entidade suprema dos oceanos, tendo Ran como esposa, enquanto que Njord é o deus das viagens marítimas.
Nos estudos do psiquiatra Carl Jung, o mar simboliza o inconsciente pessoal e coletivo na interpretação dos sonhos:
| “ | [Sonho] Na costa. O mar avança no litoral, inundando tudo. Em seguida, o sonhador está sentado numa ilha deserta. [Interpretação] O mar é o símbolo do inconsciente coletivo, pois as profundezas insondáveis estão escondidas sob sua superfície refletora. [Nota de rodapé] O mar é um lugar propício ao surgimento de visões (i.e. invasões de conteúdos do inconsciente). | ” |

## Artes figurativas

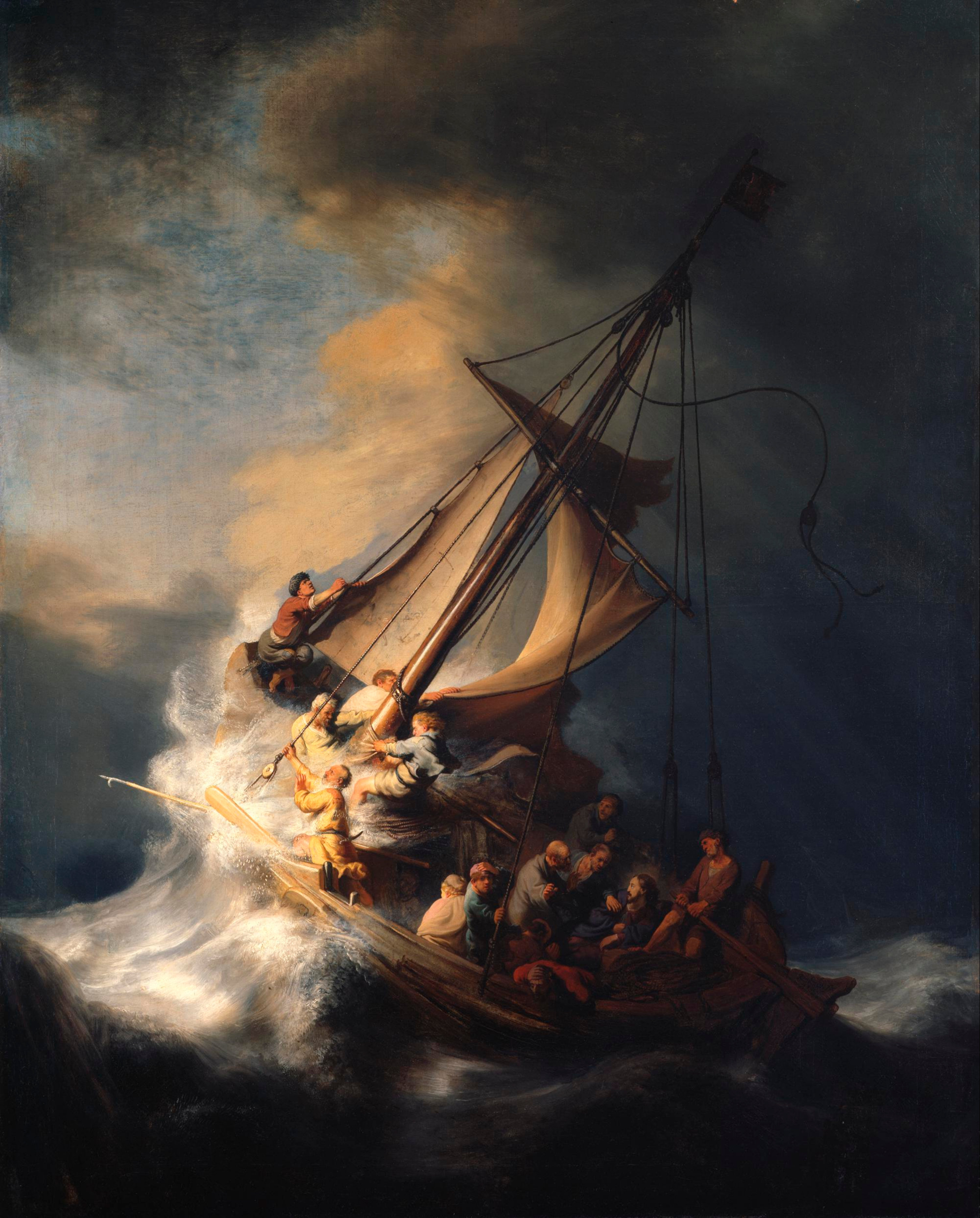
Tempestade no Mar da Galileia.Tela de Rembrandt, 1633

Nos registros da história da arte, mares e embarcações têm sido retratados em trabalhos figurativos que vão dos primitivos desenhos nas paredes de cabanas e sítios arqueológicos em Lamu às paisagens marítimas de William Turner e à produção contemporânea. A arte marinha enquanto gênero tornou-se especialmente notória a partir das pinturas que surgiram durante o século de ouro dos Países Baixos, que buscavam exibir a náutica holandesa no auge de seu poderio militar. Artistas como Jan Porcellis, Simon de Vlieger, Jan van de Cappelle, Hendrick Dubbels, Willem van de Velde, o Velho, Ludolf Bakhuizen e Reinier Nooms criaram pinturas retratando o mar em ampla variedade de estilos. O artista japonês Hokusai gravou e pintou impressões a cores dos aspectos marítimos, sendo seu mais famoso conjunto de trabalhos as Trinta e seis vistas do monte Fuji, no qual procurou evidenciar a força destruidora desse corpo de água e sua beleza em constante mudança.

## Literatura e cinema

### Idade Antiga
O mar tem aparecido na literatura pelo menos desde os tempos do grego Homero, que o descrevia com o epíteto "de um escuro vermelho-vinho" (οἶνοψ πόντος). Em seu poema épico Odisseia, escrito no século VIII a.C, ele descreve a jornada de dez anos do herói grego Ulisses, que luta para voltar para casa cruzando os mares depois da Guerra de Troia de Ilíada. Sua viagem errante o leva de uma terra estranha e perigosa para outra, experimentando, entre outros perigos e pelejas, o  naufrágio, monstros marinhos, o Caríbdis, a ilha Ogígia e a ninfa Calipso.
O soldado Xenofonte, em sua Anábase, conta como testemunhou o percurso dos Dez Mil, perdidos em território inimigo, vendo o mar Negro a partir de uma montanha, depois de participarem da marcha derrotada de Ciro contra o império persa em 401 a.C. Os Dez Mil teriam esbravejado alegremente "Thálatta! Thálatta!" (em grego:  Θάλαττα! θάλαττα!) — "O mar! O mar!" Outros expoentes exemplos da presença do mar na poesia são os haikus de Matsuo Basho (松尾芭蕉) no século XVII.

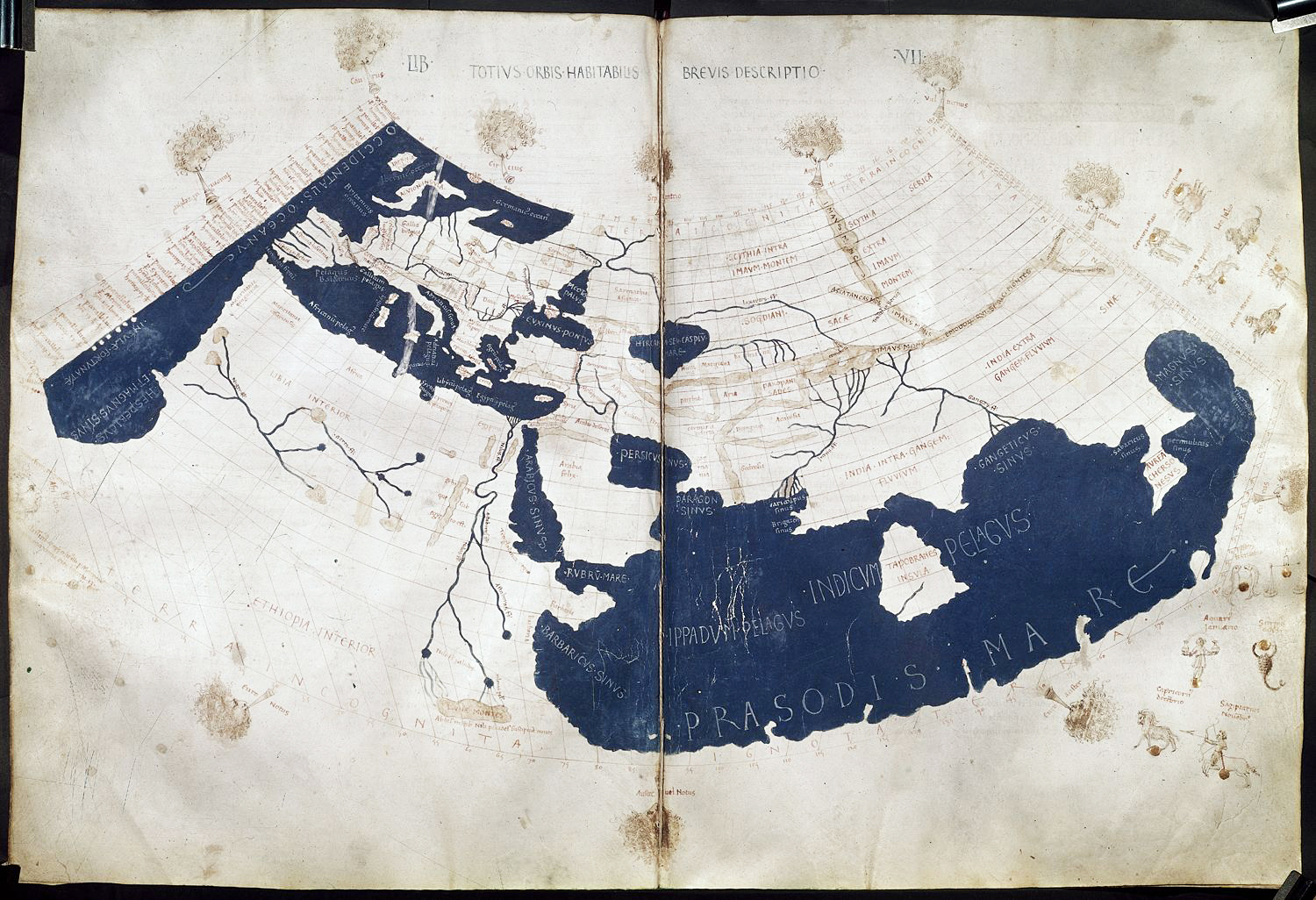
Reconstrução do mapa do mundo de Ptolemeu.Da obra Geografia, de Ptolemeu

Ptolomeu, escrevendo em seu Geografia por volta de 150 d.C., explicou como o oceano Atlântico e o Índico seriam grandes mares fechados e seus motivos para acreditar que um navio a se aventurar no Atlântico em pouco tempo chegaria aos territórios das nações do Oriente. Seu mapa do até então conhecido mundo era notavelmente preciso. A partir do século IV, entretanto, a civilização sofreu de um recesso científico nas mãos de invasores bárbaros e o conhecimento da geografia se estagnou. No século VII, Isidoro de Sevilha produziu um "mapa redondo" em que Ásia, África e Europa foram dispostos como segmentos numa laranja, separados por "Mare Mediterranean", "Nilus" e "Tanais" e cercados por "Oceanus". No século XV, as projeções de Ptolomeu voltaram a ser usadas e Henrique, o Navegador, de Portugal, iniciou explorações e pesquisas relacionadas ao mar. Encorajados por ele, navegantes portugueses desbravaram, mapearam e cartografaram a costa oeste da África e o Atlântico Oriental, tendo esse conhecimento preparado o caminho para as grandes viagens de exploração que vieram em tempos seguintes.

### Idade Média

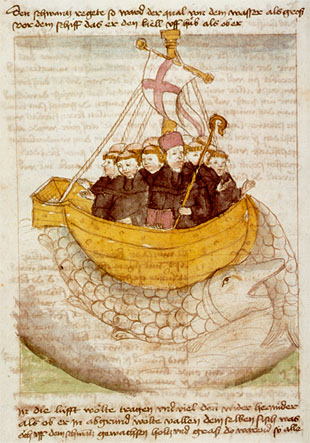
São Brandão sobre a baleia. Manuscrito de autor desconhecido, c. 1460

A literatura medieval ofereceu ricas abordagens narrativas do mar, como no romance de Tristão e A Viagem de São Brandão. Nessa época, ele era retratado sobretudo como uma espécie de arbitro ou juiz do bem e do mal, ou um tipo de agente do destino, a exemplo da perspectiva apresentada no poema mercantil do século XV Libelle of Englyshe Polycye. Romances medievais frequentemente atribuíam um papel de proeminência a esse corpo de água. Algumas das histórias de Apolônio de Tiro, sobretudo romances, usavam o mesmo formato narrativo de viagem marítima estendida característico da Odisseia. Algumas delas podem ter sido de influência para a escrita de The Man of Law's Tale, um d'Os Contos de Cantuária, de Geoffrey Chaucer. Outras histórias, como Romance de Horn, Partonopeu de Blois e Perceval ou le Conte du Graal, de Chrétien de Troyes, por exemplo, usam o mar como um recurso estrutural e fonte para a articulação de eventos e cenários, como perdição à deriva e ilhas míticas. Alguns desses elementos e situações de direta relação aparecem também no lais de Maria de França. Muitas obras religiosas escritas na Idade Média refletem sobre o mar. O ascético mar deserto (heremum in oceano) aparece nos contos de Adomnán sobre São Brandão, que guardam raízes similares às de outras histórias de peregrinação marítima, como as immram e o poema em inglês antigo The Seafarer, por exemplo. No âmbito dos ritos, os sermões católicos frequentemente mencionavam "o mar do mundo" e "o navio da Igreja", além de interpretações morais sobre o naufrágio e as inundações. Estes temas estão presentes, ainda, em crônicas como Chronica majora, de Mateus de Paris, e Gesta Hammaburgensis Ecclesiae Pontificum, de Adão de Bremen, além de paráfrases bíblicas e outras narrativas como The Book of Margery Kempe. Da devoção, surgiram orações a Maria com a atribuição do título de "estrela do Mar" (stella maris); entre as grandes obras nas quais há aparição dessa expressão, está Vox Clamantis, de John Gower.

### Idade Moderna

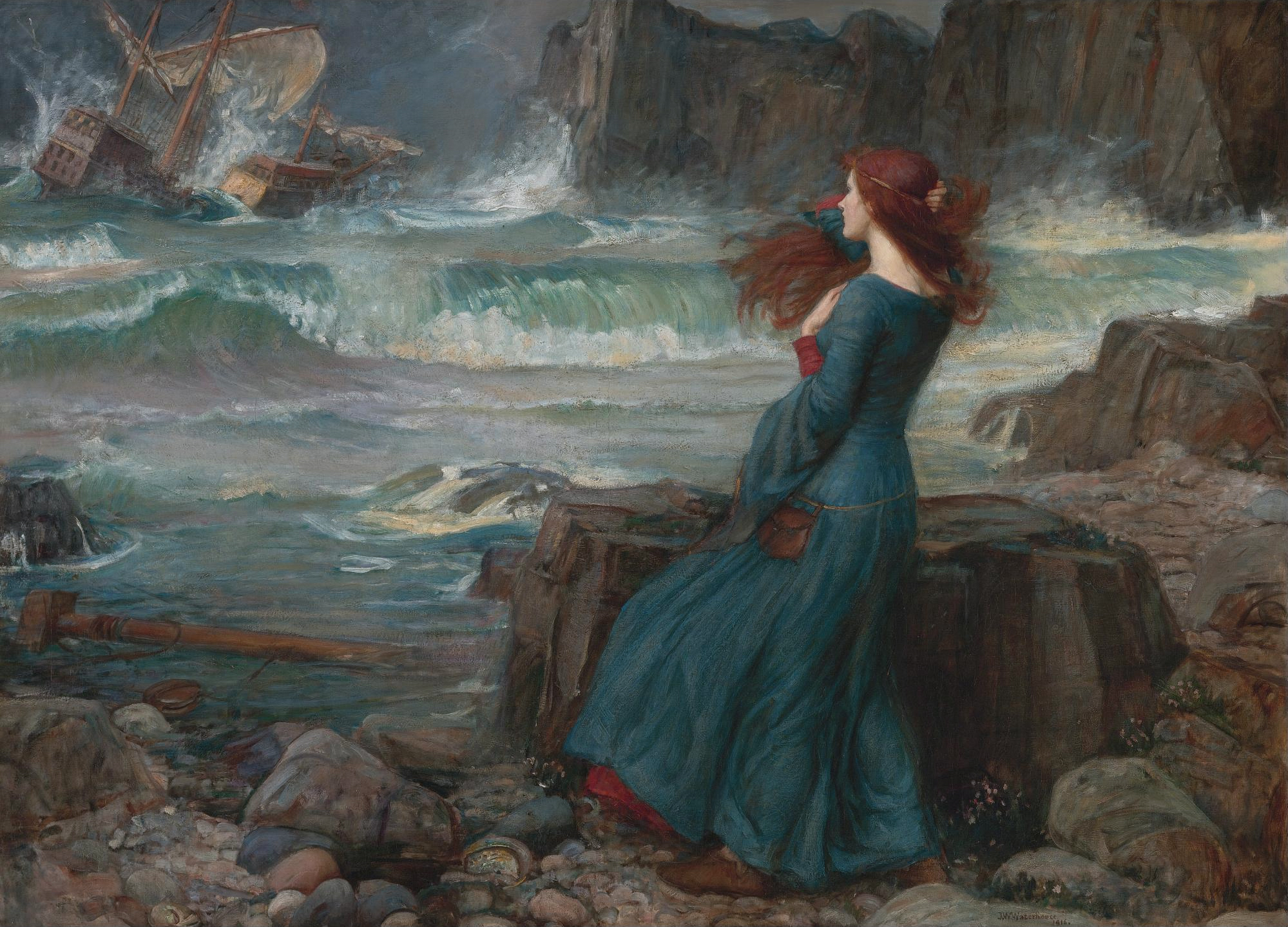
A personagem Miranda, de A Tempestade, na ilha que serve de cenário para a narrativa.Tela de John William Waterhouse, 1916

William Shakespeare faz uso frequente e complexo do mar e de elementos a ele associados em suas obras. A passagem a seguir, da canção de Ariel no Ato I, Cena II dA Tempestade, é tida como "maravilhosamente evocativa" e indicativa de uma "profunda transformação":
| “ | Full fathom five thy father lies: Of his bones are coral made: Those are pearls that were his eyes: Nothing of him that doth fade But doth suffer a sea-change Into something rich and strange. | ” |

Outros autores do início da Idade moderna a fazerem uso de interpretações culturais acerca do mar incluem John Milton, como no poema Lycidas (1637), Andrew Marvell em seu Bermudas (1650) e Edmund Waller dentro da obra The Battle of the Summer Islands (1645). O estudioso Steven Mentz argumenta que "os oceanos (...) ilustram os limites da transgressão humana; eles se impõem simbolicamente como lugares do mundo em que corpos mortais não podem adentrar com segurança". Na perspectiva de Mentz, a exploração europeia dos oceanos no século XV teria causado uma grande mudança na forma de se entender o mar. Enquanto que um jardim simbolizaria a feliz coexistência com a natureza, a convivência com o mar colocaria a vida em ameaça. Oceano, assim, poderia ser visto como um contraponto àquilo que é puramente pastoral.

### Idade Contemporânea
Na contemporaneidade, o romancista Joseph Conrad foi responsável pela criação de aclamadas obras literárias inspiradas no mar, incluindo The Nigger of the 'Narcissus' (1897) e Lord Jim (1900), baseando-se em sua experiência como um capitão de marinha mercante. Outro romancista estadunidense, Herman Wouk declarou que "ninguém, ninguém mesmo, poderia escrever sobre tempestades no mar como Conrad". Um dos romances marítimos do próprio Wouk, The Caine Mutiny (1951), ganhou o Prêmio Pulitzer. Já  Moby Dick (1851), de Herman Melville, foi classificado pelo poeta John Masefield como uma história responsável por revelar "todo o segredo do mar".
Uma grande ave marinha, o albatroz, desempenha um papel central no poema de Samuel Taylor Coleridge The Rime of the Ancient Mariner, de 1798, que por sua vez deu origem, na anglofonia, ao uso da ave como metáfora para um fardo psicológico semelhante a uma maldição. Em seu poema The Sea and the Hills, de 1902, Rudyard Kipling expressa um sentimento de desejo por viver o mar e usa aliteração para sugerir sons e ritmos marítimos: "Who hath desired the Sea? — the sight of salt water unbounded — The heave and the halt and the hurl and the crash of the comber wind-hounded?" John Masefield também sentia e demostra uma atração pelo mar em seu Sea Fever, escrevendo "I must go down to the seas again, to the lonely sea and the sky". Já o escritor Jorge Luis Borges compôs o poema El Mar, de 1964, louvando-o como algo que constantemente "regenera" o mundo e as pessoas que o contemplam, além de estar próximo da essência do ser humano.
Muitos escritos e películas tomam guerras no mar como tema narrativo, abordando tanto incidentes reais quanto eventos ficcionais. O romance The Cruel Sea (1951), de Nicholas Monsarrat, é um dos casos da primeira vertente, e segue o cotidiano de um grupo de membros da Marinha Real Britânica a lutar na Batalha do Atlântico, na Segunda Guerra Mundial. A história foi, no ano seguinte, transformada numa produção audiovisual. A respeito dessa obra, Wouk pondera: "Nicholas Monsarrat, que serviu na marinha, traz um conhecimento minucioso sobre o tema. Sua descrição de uma tripulação atingida por um torpedo, apavorada, agarrando-se a botes salva-vidas na mais negra das noites, é, de fato, real e precisa demais para [o leitor sentir] conforto; logo nos sentimos nesse mar. Mas o romance é, acima de tudo, uma história de resistência; de dois navios britânicos — o Compass Rose e o Saltash, que espreitaram os u-boats nazis — e dos homens que nele serviram. Uma obra de extraordinário poder". Já a produção We Dive at Dawn, do cineasta Anthony Asquith, recebeu glórias pelo uso de um estilo dramatizado de documentário. O longa In Which We Serve, de Noël Coward e David Lean, tornou-se notório pela combinação de drama e informação. Já The Battle of the River Plate, de Michael Powell e Emeric Pressburger, narra um conto de "bravura cavalheiresca" durante o afundamento do Admiral Graf Spee. Uma inusual mensagem, de "diplomacia enganosa [e] falha de inteligência", serve de tema para a realização multimilionária Tora! Tora! Tora!, de Richard Fleischer. Ambientado na era primitiva do belicismo naval, Master and Commander: The Far Side of the World, de Peter Weir, baseia-se na série Aubrey-Maturin, de Patrick O'Brian.
Filmes de submarinos como Run Silent, Run Deep, de Robert Wise, constituem um distinto subgênero de guerra, fazendo uso, sobretudo, de destacada trilha sonora na tentativa de emular a carga emocional e a natureza dramática das batalhas e da vivência submarina. Por exemplo, em Das Boot (1981), de Wolfgang Petersen, a engenharia de som trabalha em harmonia com o formato de longa-metragem na reprodução de duradouras perseguições com cargas de profundidade e repetidos pings de sonar, bem como dos sons ameaçadores de hélices de contratorpedeiros e de torpedos a se aproximar do ambiente da cena.
Nas últimas décadas, as aventuras e dramas marítimos têm ganhado destaque comercial internacional com produções cinematográficas de grande orçamento, sobretudo vindas de Hollywood. Jaws e suas sequências, por exemplo, exploram o perigo do mar e o pavor que ele pode proporcionar; já Titanic aborda um desastre marítimo, sendo responsável por uma comoção mundial que o fez ser considerado o "maior blockbuster da história"; Pirates of the Caribbean tornou-se sucesso pela abordagem cômica e intensa aventura fantástica envolvendo piratas e elementos culturais africanos e europeus, além de mitos náuticos como o de Davy Jones, por exemplo; Finding Nemo, por sua vez, é as animações infantis de maior aclamação. Tais produções estão entre as maiores bilheterias da história do cinema.

## Música

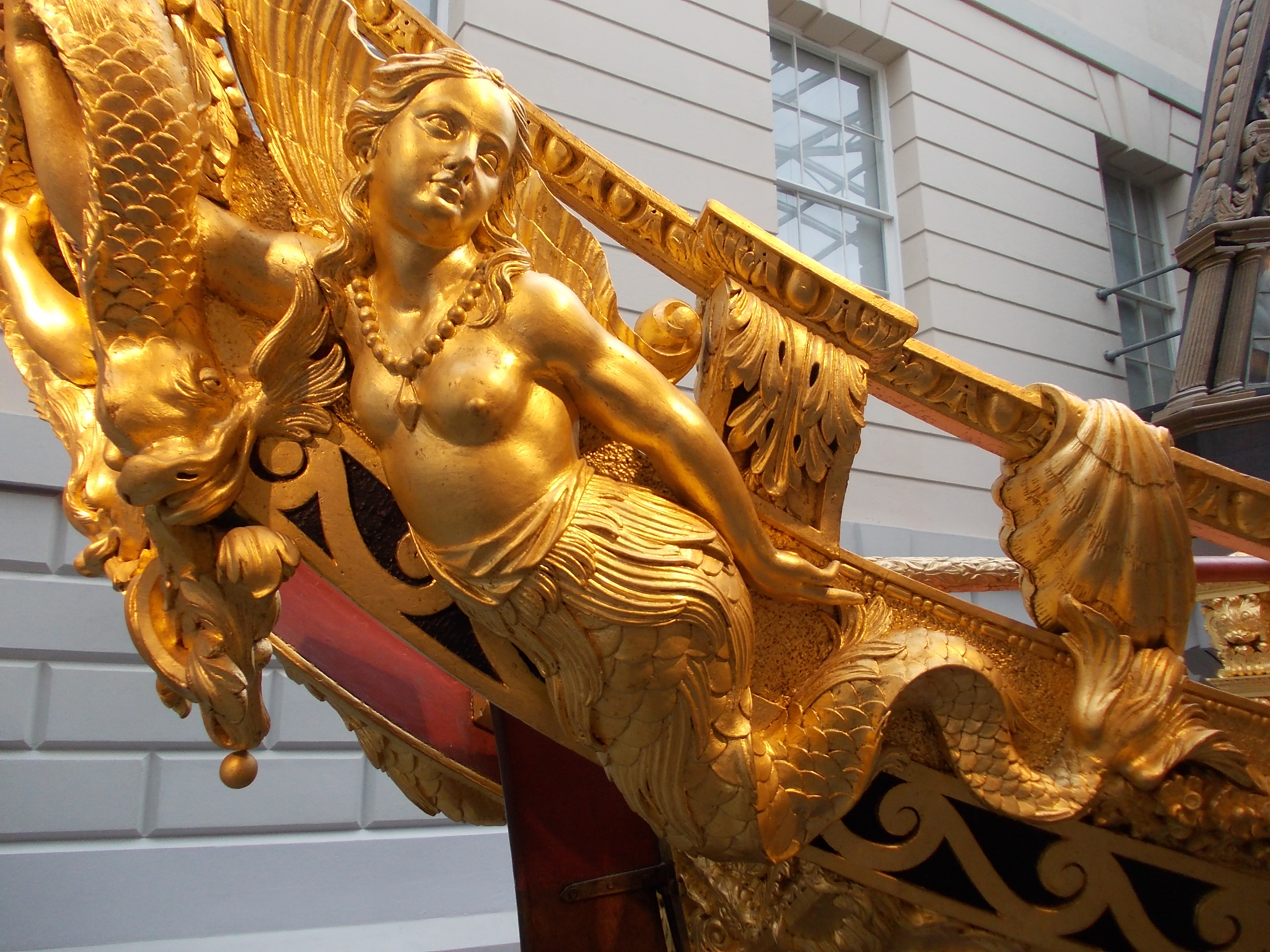
As sereias representam um histórico símbolo da imaginação dos marinheiros. Entalhe de James Richards, c. 1731, Museu Marítimo Nacional

O trabalho de um marinheiro era considerado de grande dificuldade nos tempos de embarcação à vela. Quando fora de serviço, muitos deles tocavam instrumentos musicais ou se juntavam para cantar em uníssono cânticos populares, tais como a balada de meados do século XVIII The Mermaid, uma canção que expressa a superstição de que o avistamento de uma sereia seria um presságio de naufrágio. Quando em serviço, eles executavam muitas tarefas repetitivas, como o virar do cabrestante para levantar a âncora, o equilibrar em cordas para levantar e baixar as velas e o remar. Para sincronizar os esforços, celeumas eram cantados pela tripulação, com um vocalista a executar o refrão e o restante do grupo juntando-se em coro. Na Marinha Real Britânica dos tempos de Horatio Nelson, estas canções de trabalho foram proibidas e substituídas por notas de pífaro ou rabeca, ou ainda a recitação de números.
O mar tem inspirado notórios compositores ao longo dos séculos. Em Omã, fanun al bahr (música marítima) é interpretada por um conjunto de tambores de nome kaser, rahmani e  msindo, címbalos s'hal, tambores tassa tin e gaitas de fole mismar; com esses instrumentos, a canção Galfat Shobani é tocada durante o trabalho de renovação da calafetagem de navios de madeira. O alemão Richard Wagner afirmou que sua ópera de 1843 The Flying Dutchman teria sido inspirada por uma memorável travessia marítima de Riga para Londres, com seu navio sendo atrasado nos fiordes noruegueses de Tvedestrand em duas semanas pela ocorrência de tempestades. O compositor francês Claude Debussy tem como uma de suas mais famosas obras a La mer, que teria sido concluída em Eastbourne, na costa do canal da Mancha; obra essa que evoca o mar com "uma multitude de figurações sobre a água". Outras peças compostas por volta dessa época incluem Songs of the Sea (1904) e Songs of the Fleet (1910), de Charles Villiers Stanford; Sea Pictures (1899), de Edward Elgar; e o trabalho de coro de Ralph Vaughan Williams A Sea Symphony ( 1903-1909). O compositor inglês Frank Bridge escreveu uma suíte orquestral chamada The Sea em 1911, a qual também foi concluída em Eastbourne. Já Four Sea Interludes (1945) foi outra proeminente suíte orquestral, criada por Benjamin Britten como parte de sua ópera Peter Grimes.

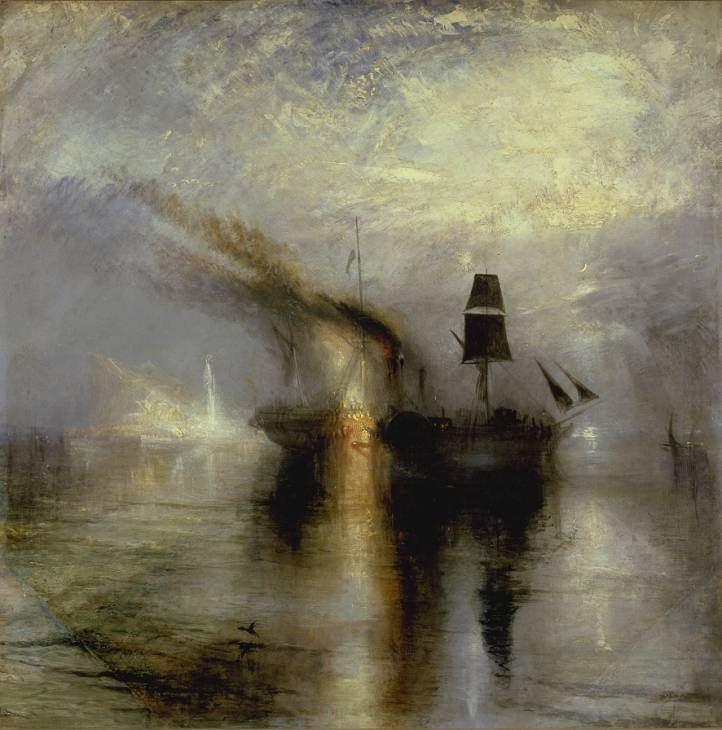
Peace – Burial at Sea.Pintura a óleo de J.M.W. Turner, 1842

## Sepultamento no mar
O rito dos funerais e o sepultamento de corpos ou restos cremados no mar têm sido praticados por povos de todas as regiões do mundo desde os tempos antigos, com casos registrados a partir das civilizações antigas no Egito, Grécia e Roma. As especificidades da prática variam por país e por religião; por exemplo, os Estados Unidos permitem que os restos humanos sejam sepultados ao mar a uma distância de pelo menos três milhas náuticas da terra, e, se o corpo não for cremado, a água deve ser de pelo menos seiscentos pés de profundidade; enquanto que, no Islão, o enterro com o baixar de um receptáculo de argila pesada ao mar é permitido somente quando o indivíduo morre num navio.